# Grandmaster Flash
Joseph Saddler (Bridgetown, Barbados, 1 de enero de 1958), más conocido como Grandmaster Flash es un músico y DJ barbadense de hip hop. Se le reconoce como uno de los pioneros en las técnicas de pinchar y mezclar típicas del hip hop.
Grandmaster Flash and the Furious Five entraron en el Rock and Roll Hall of Fame en 2007, convirtiéndose en el primer grupo de hip hop al que se le concedió este honor.

## Biografía
La familia de Joseph Saddler emigró a Estados Unidos desde Barbados, en el Caribe, y creció en el Bronx, Nueva York. Fue al instituto Samuel Gompers High School, una escuela pública de formación profesional, donde aprendió a reparar material electrónico. Los padres de Saddler jugaron un importante rol en su interés por la música. Su padre era un gran aficionado a la música negra estadounidense y a los sonidos caribeños. Cuando era un niño, a Saddler le fascinaba la colección de discos de su padre. El interés temprano de Saddler por ser DJ seguramente venga de esta fascinación por el coleccionismo de su padre, así como por el deseo de su madre por educarle en algo relacionado con la electrónica. Tras el instituto, se introdujo en la primera escena de DJs de Nueva York, yendo a las fiestas que organizaban los pioneros de este movimiento.
También es sobrino del campeón mundial de los pesos pluma Sandy Saddler.
Joseph Saddler vive en el área de Morrisania del sur del Bronx.

## Innovaciones
Grandmaster Flash estudió cuidadosamente las técnicas y estilos que utilizaban para pinchar sus antecesores, en particular de Pete Jones, Kool Herc y Grandmaster Flowers. Siendo un adolescente, comenzó a experimentar con equipo de DJ en su dormitorio, desarrollando tres innovaciones que desde entonces se consideran como técnicas estándar de todo DJ.
- Backspin ("Quick-Mix Theory"): en las primeras fiestas de Nueva York, los DJs se dieron cuenta de que los breves breaks de batería eran muy celebrados entre la audiencia. Con la intención de aislar esos breaks y extender su duración, Grandmaster Flash descubrió que utilizando dos copias del mismo disco podía tocar el break en una tornamesa, mientras buscaba el mismo fragmento de música en la otra (utilizando los auriculares) y girando el vinilo con la mano. Cuando el break terminaba en uno de los platos, utilizaba la mezcladora para pasar rápidamente al otro tocadiscos donde el mismo break se mantenía listo para sonar desde su comienzo. Utilizando la técnica del backspin, un mismo fragmento corto de música podía repetirse indefinidamente.
- Punch Phrasing ("Clock Theory"): esta técnica tenía que ver con aislar segmentos muy breves de música, normalmente notas de viento o un grito, para lanzarlo rítmicamente sobre un beat constante, utilizando la mesa de mezclas.
- Scratching: aunque la invención del scratching se suele atribuir a Grand Wizard Theodore, Grandmaster Flash perfeccionó la técnica y la llevó a nuevas audiencias. El Scratching, junto al punch phrasing, permitía mostrar al DJ de forma novedosa: en vez de simplemente poner una secuencia de discos, él los manipulaba activamente para crear música nueva.

## Grandmaster Flash and the Furious Five
Grandmaster Flash se tocaba en fiestas, colaborando en sus primeros años con raperos como Kurtis Blow y Lovebug Starski. Hacia mediados de los años 1970, formó su propio grupo. El plantel original estaba formado por Cowboy (Keith Wiggins), Melle Mel (Melvin Glover) y Kid(d) Creole (Nathaniel Glover), y la banda fue bautizada en 1975 como "Grandmaster Flash & the 3 MCs" (Melle Mel fue el primer rapper en llamarse a sí mismo "MC"). Otros dos raperos se unieron brevemente, pero fueron reemplazados de forma permanente por Rahiem (Guy Todd Williams, anteriormente en los Funky Four) y Scorpio (Eddie Morris a.k.a Mr. Ness) para formar los Grandmaster Flash and the Furious Five. (en castellano, "Grandmaster Flash y los Cinco Furiosos"). El grupo pronto fue reconocido por su habilidad, siendo Grandmaster Flash and the Furious Five pioneros del MCing y de las batallas de freestyle. Algunas de las frases básicas de cualquier MC tienen su origen en los primeros conciertos y grabaciones del grupo. En 1977, el nuevo grupo comenzó a tocar regularmente en Disco Fever en el Bronx, una de las primeras veces que un grupo de hip hop conseguía hacer conciertos semanales en un local conocido.
Grandmaster Flash and the Furious Five fueron fichados por el sello de Bobby Robinson, Enjoy Records, y en 1979 publicaron su primer sencillo, "Superrappin'." Al año siguiente ficharon por Sugar Hill Records, comenzaron un tour y pasaron a grabar varios singles, logrando el disco de oro por "Freedom". El seminal "The Adventures of Grandmaster Flash on the Wheels of Steel", publicado en 1981, muestra un solo de 7 minutos donde Grandmaster Flash pone de manifiesto su virtuosismo en el turntablism, combinando fragmentos musicales de diferentes discos como "Rapture" de Blondie, "Apache" de Michael Viner's Incredible Bongo Band's, "Another One Bites the Dust" de Queen, "Good Times" de Chic y el tema "Freedom" del propio grupo. También es la primera aparición documentada en una grabación de la técnica del scratching. El mayor hit del grupo fue "The Message" (1982), que fue producido por el productor de Sugar Hill, Clifton "Jiggs" Chase, e incluía al músico de estudio Duke Bootee. A diferencia del rap habitual hasta esa fecha, el contenido de las letras de "The Message" tenía un contenido social que denunciaba la violencia de los suburbios, las drogas y la pobreza. La crítica llamó la atención sobre este compromiso social. "The Message" alcanzó el disco de platino en menos de un mes. Sin embargo, aparte de Melle Mel, ningún otro miembro del grupo aparece en el tema. El mismo año Grandmaster Flash apareció en la película "Wild Style" y demandó a Sugar Hill por la falta de pago de regalías. A medida que "The Message" iba ganando popularidad, la tensión fue en aumento, terminando en la ruptura entre Melle Mel y Grandmaster Flash. Pronto el grupo se desintegró completamente. Grandmaster Flash, Kid Creole y Rahiem dejaron Sugar Hill y ficharon por Elektra Records, continuando simplemente como "Grandmaster Flash". Mientras, Melle Mel y otros continuaron como "Grandmaster Melle Mel & the Furious Five".
Grandmaster Flash and The Furious Five volvieron a juntarse en 1987 para un concierto de caridad, y en 1988 publicaron un nuevo disco. El grupo se reunió en 1994, aunque Cowboy murió en 1989.
En 2008 publicó sus memorias, The Adventures of Grandmaster Flash: My Life, My Beats. Tiene un programa semanal en Sirius Satellite Radio (Friday Night Fire with Grandmaster Flash)
Grandmaster Flash aparece en el videojuego DJ Hero como un personaje jugable junto a mixes creados especialmente para el juego.
En su último álbum, The Bridge, aparece el grupo español de hip hop Violadores del Verso.

## Premios
Urban Music Awards
- 2009, premio a toda una vida

Rock and Roll Hall of Fame
- 2007, elevado

BET Hip Hop Awards
- 2006, premio "I Am Hip Hop Icon"

## Discografía

### Álbumes
| Información del álbum |
| --- |
| The Message - Publicado: 1982 - Último certificado RIAA: platino - Singles: "The Message", "It's Nasty" |
| Greatest Messages - Publicado: 1984 - Último certificado RIAA: - Singles: |
| They Said It Couldn't Be Done - Publicado: 26 de abril de 1985 - Posición en listas: #35 Top R&B/Hip Hop - Último certificado RIAA: oro - Singles: "Girls Love The Way He Spins", "Sign Of The Times", "Alternate Groove", "Larry's Dance Theme"                      |
| The Source - Publicado: 1986 - Posición en listas: #145 US, #27 Top R&B/Hip-Hop Albums, - Último certificado RIAA: oro - Singles: "Style (Peter Gunn Theme)", "Behind Closed Doors"                                                                                   |
| Ba-Dop-Boom-Bang - Publicado: 1987 - Posición en listas: #197 US, #43 Top R&B/Hip-Hop Albums - Último certificado RIAA: oro - Singles: "U Know What Time It Is", "All Wrapped Up"                                                                                     |
| On the Strength - Publicado: 1988 - Posición en listas: #189 US - Último certificado RIAA: oro - Singles: "Gold", "Magic Carpet Ride" |
| Salsoul Jam 2000 - Publicado: 1997 - Posición en listas: Did Not Chart - Último certificado RIAA: - Singles: "Spring Rain" |
| Flash Is Back - Publicado: 1998 - Posición en listas: Did Not Chart - Último certificado RIAA: - Singles: |
| The Official Adventures of Grandmaster Flash - Publicado: 29 de enero de 2002 - Posición en listas: Did Not Chart - Último certificado RIAA: - Singles: |
| Essential Mix: Classic Edition - Publicado: 7 de mayo de 2002 - Posición en listas: Did Not Chart - Último certificado RIAA: - Singles: |
| The Bridge - Concept of a Culture - Publicado: 24 de febrero de 2009 - Posición en listas: - Ventas en EE. UU.: 2,607 - Último certificado RIAA: - Singles: Swagger feat. Red Cafe, Snoop Dogg & Lynn Carter - Singles: Shine All Day feat. Q-Tip, Jumz & Kel Spencer |

### Sencillos
- 1980 - Freedom (Sugar Hill SH-549) Cara A - vocal; Cara B - instrumental
- 1981 - The Adventures of Grandmaster Flash on the Wheels of Steel (Sugar Hill SH-557)
- 1982 - Flash To The Beat (Sugar Hill SH 574)
- 1996 - If U Wanna Party (feat. Carl Murray)  (JAM 1002-8)[9]

Referencias culturales
Su figura aparece como personaje secundario de la serie "The Get Down" (producto de Netflix) y sirve de adalid de la calidad técnica de un Dj.